# 西便制
西便制（ソピョンジェ、서편제）は、哲宗時代の名唱朴裕全によって創始されたパンソリの流派。1989年3月20日、大韓民国無形文化財第6号に指定された。
光州、羅州、宝城、康津、海南など全羅道西側の地域を中心に繋がってきたという理由で西便制と呼ばれる。東便制の闊達さ・雄壮さとは対照的に、柔らかく素朴で切ない声色の歌唱が特徴。西便制の唱法がよく合う歌として「沈清歌」が挙げられる。名唱としてパク・ユジョン、キム・ジェマン、イ・ナルチ、チョン・チャンオプ、キム・チャンファンなどが知られており、現代に伝播した人者としてキム・ソヒなどがいる。